# Catedral del Sagrado Corazón de Jesús (Macasar)
La Catedral del Sagrado Corazón de Jesús (en indonesio: Gereja Katedral Hati Kudus Yesus) es la catedral de la arquidiócesis de Macasar (Makassar), la capital de la provincia de Célebes del Sur en el país asiático de Indonesia.

## Historia
En 1525 visitaron la ciudad de Macasar tres sacerdotes misioneros portugueses, los padres Antonio dos Reis, Cosmas de Annunciacio y Bernardino de Marvao, acompañados por un fraile. El primer sacerdote en ser asignado a Macasar fue el padre Vicente Viegas que llegó desde Malaca. Después de esta implementación, varios reyes y nobles de Célebes fueron bautizados en la Iglesia católica.
El rey de Gowa, el dultán Alauddin (1591-1638) otorgó la libertad de culto a los católicos en 1633. Esta decisión fue confirmada por sus sucesores.
El edificio de la iglesia se inició en 1898 y se terminó en 1900. En 1939 fue renovado y ampliado, y alcanzó su forma actual en 1941.